# Jelinek Tivadar
Jelinek Tivadar (Budapest, Terézváros, 1898. február 21. – 1962. október 4.) válogatott labdarúgó, középcsatár, magántisztviselő.

## Pályafutása
Jelinek Ferenc jičíni születésű rézöntő segéd és a dobrovitzi születésű Statny Ágnes, római katolikus szülők fia. 1925. március 16-án Budapesten, a Terézvárosban házasságot kötött a nála nyolc évvel fiatalabb győri születésű Lőrinczi Margittal, Lőrinczi Áron és Feldmann Szeréna lányával.

### Klubcsapatban
A Vasas labdarúgója volt. Kiválóan irányította a támadásokat, veszélyesen tört a kapura. Kortársai szerint, abban az időben Orth György mögött a második legjobb középcsatár volt.

### A válogatottban
1922-ben egy alkalommal szerepelt a magyar labdarúgó-válogatottban.

## Sikerei, díjai
- Magyar bajnokság
  - 3.: 1924–25, 1925–26

## Statisztika

### Mérkőzései a válogatottban
| Magyarország | Magyarország     | Magyarország              | Magyarország    | Magyarország | Magyarország | Magyarország | Magyarország | Magyarország |
| #            | Dátum            | Helyszín                  | Hazai           | Eredmény     | Vendég       | Kiírás       | Gólok        | Esemény      |
| ------------ | ---------------- | ------------------------- | --------------- | ------------ | ------------ | ------------ | ------------ | ------------ |
|              | 1920. május 14.  | Pforzheim                 | Dél-Németország | 0 – 1        | Magyarország | barátságos   | -            |              |
| 1.           | 1922. június 15. | Budapest, Üllői úti pálya | Magyarország    | 1 – 1        | Svájc        | barátságos   | -            |              |
|              | Összesen         |                           |                 | 1            | mérkőzés     |              | 0            | gól          |